# The Garden (Swan Lee-album)
 For alternative betydninger, se The Garden. (Se også artikler, som begynder med The Garden)
The Garden er det tredje studiealbum fra det danske rockband Swan Lee. Albummet udkom 3. februar 2023 hos GoGo Records/Universal. Albummet var det første fra bandet efter 18 års spillepause og blev generelt godt modtaget af anmelderne. Politikens anmelder, Pernille Jensen, beskrev det eksempelvis således:
"De bedste sange på Swan Lees nye album ryger direkte ind i det hjertekammer, hvor bandets største sange bor".
På albummet, der er produceret af Blaue Blumes Søren Buhl Lassen, gæsteoptræder blandt andet den færøske sanger og sangskriver Teitur.

## Spor
1. "I Am A River" - (05:11)
2. "Heaven" - (03:53)
3. "Got Away With Murder" (feat. Teitur) - (05:34)
4. "Don't Know What To Do" - (02:58)
5. "I Am A River (reprise)" - (01:07)
6. "Divorce" - (03:22)
7. "The Garden" - (02:02)
8. "How Forgiveness Goes" - (03:49)
9. "The Well (prelude)" - (00:54)
10. "The Well" - (04:20)
11. "Nature's Highway" - (03:38)
12. "Riddles" - (02:57)